# Enrico Porro
Enrico Porro (Lodi Vecchio, Lodi, 16 de gener de 1885 – Milà, 14 de març de 1967) fou un lluitador italià que va competir durant el primer quart del segle xx.
Durant la seva llarga carrera esportiva disputà tres Jocs Olímpics: els de Londres de 1908, els d'Anvers de 1920 i els de París de 1924. Als Jocs de Londres, el 1908, guanyà la medalla d'or en la categoria del pes lleuger de lluita grecoromana, en superar a Nikolai Orlov en la final.